# Giudizio De Gasperi
Il giudizio De Gasperi, impropriamente chiamato lodo De Gasperi, fu un parere pronunciato dall'allora presidente del Consiglio Alcide De Gasperi nel marzo 1946 per tentare una pacificazione tra i proprietari terrieri e gli agricoltori nella cosiddetta vertenza della mezzadria.
Il giudizio De Gasperi fu reso applicabile con decr. legisl. luog. 27 maggio 1947, n. 495; esso prevedeva il risarcimento di alcuni danni subiti dai contadini a causa della guerra, imponendo ai proprietari terrieri alcune erogazioni a titolo di compenso, nonché l'obbligo di accantonamenti allo scopo di eseguire lavori di ricostruzione o di miglioria.
Le trattative previste dal giudizio De Gasperi non portarono comunque a intese sulle modificazioni da apportare ai patti collettivi di mezzadria.